# Poa lanigera
Poa lanigera là một loài cỏ trong họ hòa thảo, thuộc chi poa.